# Allen, South Dakota
Allen är en så kallad census-designated place i Bennett County i South Dakota. Vid 2010 års folkräkning hade Allen 420 invånare.